# Municipio de Mulberry (condado de Crawford)
El municipio de Mulberry (en inglés: Mulberry Township) es un municipio ubicado en el condado de Crawford en el estado estadounidense de Arkansas. En el año 2010 tenía una población de 2006 habitantes y una densidad poblacional de 38,62 personas por km².

## Geografía
El municipio de Mulberry se encuentra ubicado en las coordenadas 35°30′59″N 94°3′43″O / 35.51639, -94.06194. Según la Oficina del Censo de los Estados Unidos, el municipio tiene una superficie total de 51.95 km², de la cual 47,71 km² corresponden a tierra firme y (8,15 %) 4,23 km² es agua.

## Demografía
Según el censo de 2010, había 2006 personas residiendo en el municipio de Mulberry. La densidad de población era de 38,62 hab./km². De los 2006 habitantes, el municipio de Mulberry estaba compuesto por el 94,97 % blancos, el 0,55 % eran afroamericanos, el 1,79 % eran amerindios, el 0,6 % eran asiáticos, el 0,2 % eran de otras razas y el 1,89 % eran de una mezcla de razas. Del total de la población el 1,94 % eran hispanos o latinos de cualquier raza.